# Mistrzostwa Świata w Kolarstwie Przełajowym 1984
35. Mistrzostwa Świata w Kolarstwie Przełajowym 1984 odbyły się w holenderskim mieście Oss, w dniach 18–19 lutego 1984 roku. Rozegrano wyścigi mężczyzn w kategoriach zawodowców, amatorów i juniorów.

## Medaliści
| Konkurencja:               | Złoto:          | Czas      | Srebro:            | Czas     | Brąz:           | Czas     |
| Klasyfikacja mężczyzn      |                 |           |                    |          |                 |          |
| Zawodowcy (19 lutego 1984) | Roland Liboton  | 1:08:18 h | Hennie Stamsnijder | + 0:00 m | Albert Zweifel  | + 0:00 m |
| Amatorzy (18 lutego 1984)  | Radomír Šimůnek | 1:05:24 h | Miloslav Kvasnička | + 0:03 m | Frank van Bakel | + 0:20 m |
| Juniorzy (18 lutego 1984)  | Ondrej Glajza   | 48:05 m   | Robert Dane        | + 0:16 m | Richard Koberna | + 0:41 m |

## Szczegóły

### Zawodowcy
| Medal | Zawodnik            | Narodowość | Czas      |
| ----- | ------------------- | ---------- | --------- |
|       | Roland Liboton      | Belgia     | 1:08:18 h |
|       | Hennie Stamsnijder  | Holandia   | + 0:00    |
|       | Albert Zweifel      | Szwajcaria | + 0:00    |
| 4     | Robert Vermeire     | Belgia     | + 0:19    |
| 5     | Johan Ghyllebert    | Belgia     | + 0:53    |
| 6     | Rein Groenendaal    | Holandia   | + 1:09    |
| 7     | Paul De Brauwer     | Belgia     | + 1:37    |
| 8     | Claude Michely      | Luksemburg | + 1:38    |
| 9     | Raimund Dietzen     | RFN        | + 2:00    |
| 10    | Cees van der Wereld | Holandia   | + 2:06    |

### Amatorzy
| Medal | Zawodnik             | Narodowość     | Czas      |
| ----- | -------------------- | -------------- | --------- |
|       | Radomír Šimůnek      | Czechosłowacja | 1:05:24 m |
|       | Miloslav Kvasnička   | Czechosłowacja | + 0:03    |
|       | Frank van Bakel      | Holandia       | + 0:20    |
| 4     | Radovan Fořt         | Czechosłowacja | + 0:26    |
| 5     | Grzegorz Jaroszewski | Polska         | + 0:41    |
| 6     | Mathieu Hermans      | Holandia       | + 0:53    |
| 7     | Peter Hric           | Czechosłowacja | + 0:53    |
| 8     | Hans Boom            | Holandia       | + 0:55    |
| 9     | Ludo De Rey          | Belgia         | + 0:55    |
| 10    | Vito Di Tano         | Włochy         | + 1:16    |

- Reprezentant Belgii, Ivan Messelis zajął czwarte miejsce, jednak został zdyskwalifikowany za stosowanie dopingu.

### Juniorzy
| Medal | Zawodnik        | Narodowość      | Czas    |
| ----- | --------------- | --------------- | ------- |
|       | Ondrej Glajza   | Czechosłowacja  | 48:05 m |
|       | Robert Dane     | Wielka Brytania | + 0:16  |
|       | Richard Koberna | Czechosłowacja  | + 0:41  |
| 4     | Josef Jiříčka   | Czechosłowacja  | + 0:53  |
| 5     | Johan Reumer    | Holandia        | + 0:53  |
| 6     | Hans Hietbrink  | Holandia        | + 1:11  |
| 7     | Dieter Runkel   | Szwajcaria      | + 1:28  |
| 8     | Johnny Blomme   | Belgia          | + 1:42  |
| 9     | Henrik Djernis  | Dania           | + 1:55  |
| 10    | Beat Wabel      | Szwajcaria      | + 1:53  |

## Tabela medalowa
| Miejsce | Państwo         |   |   |   |   |
| ------- | --------------- | - | - | - | - |
| 1.      | Czechosłowacja  | 2 | 1 | 1 | 4 |
| 2.      | Belgia          | 1 | 0 | 0 | 1 |
| 3.      | Holandia        | 0 | 1 | 1 | 2 |
| 4.      | Wielka Brytania | 0 | 1 | 0 | 1 |
| 5.      | Szwajcaria      | 0 | 0 | 1 | 1 |